# آموزش پزشکی در اردن

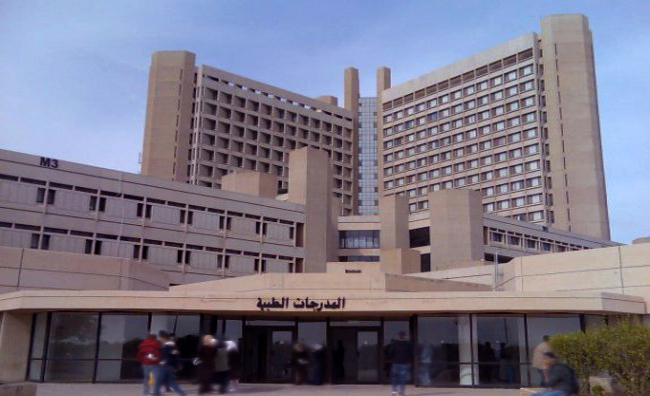
دانشکده پزشکی دانشگاه علم و صنعت اردن

آموزش پزشکی در اردن شامل فعالیت‌های آموزشی در آموزش و پرورش و آموزش پزشکان عمومی(MD) در پادشاهی اردن هاشمی می‌باشد. آموزش پزشکی در اردن از سطوح ابتدایی تا تربیت متخصصان مجرب ادامه دارد.
تاریخچه آموزش پزشکی اردن و وضعیت فعلی آن و همچنین به عنوان یک طرح کلی از زیرساخت‌ها، سیستم پذیرش، برنامه‌های درسی و دانشگاهی از دانشکده‌های پزشکی اردن در زیر بیان شده‌است.

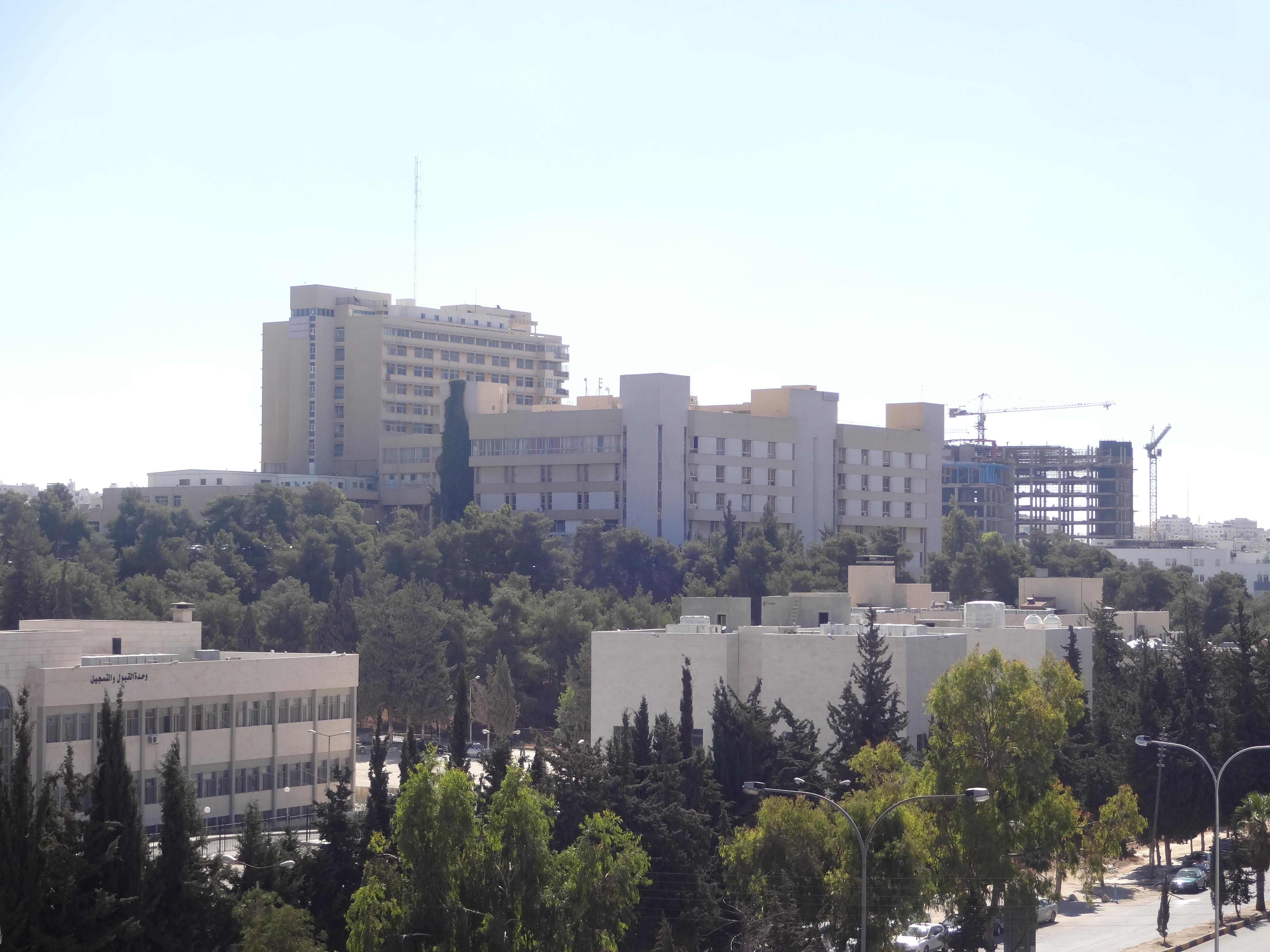
دانشکده پزشکی و بیمارستان آموزشی دانشگاه اردن

## تاریخچه

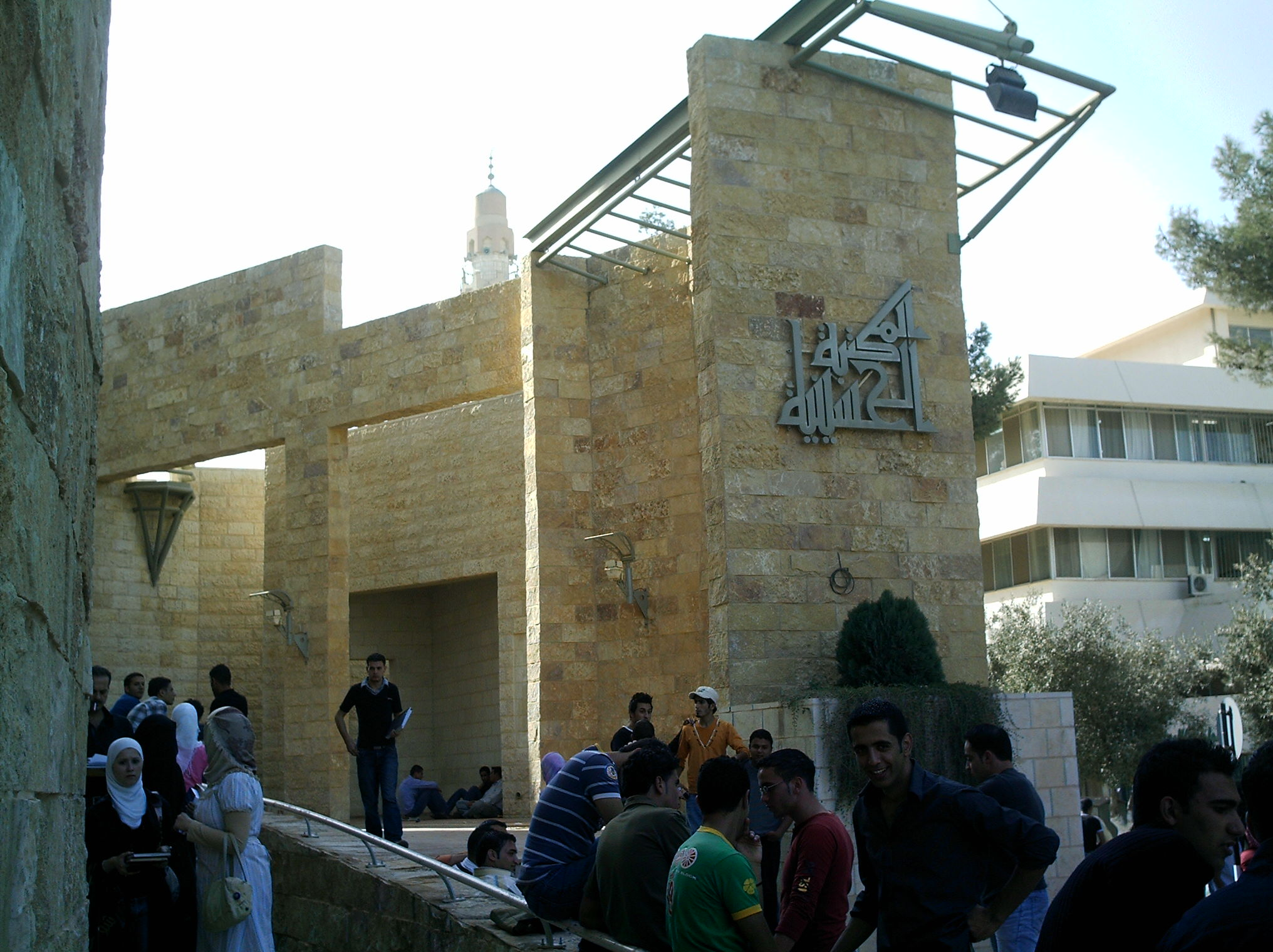
کتابخانه دانشگاه یرموک

آموزش پزشکی در مقطع کارشناسی در اردن در سال ۱۹۷۲ با تأسیس اولین دانشکده پزشکی در دانشگاه اردن (JU) آغاز شده‌است. افزایش تقاضا برای تحصیل رشته پزشکی باعث ایجاد انگیزه برای ایجاد دانشکده‌های بیشتر پزشکی شد و دانشکده پزشکی دوم در دانشگاه یرموک در شمال شهر اربد در سال ۱۹۸۴ تأسیس شد. این دانشگاه پس از آن به شعبه‌ای از دانشگاه علم و صنعت اردن(JUST) در سال ۱۹۸۶ تبدیل شد. دانشکده پزشکی سوم در سال ۲۰۰۱ در دانشگاه موته (MU) واقع در شهرستان‌های جنوبی استان کرک تأسیس شد. در سال ۲۰۰۶، دانشکده پزشکی چهارم در منطقه مرکزی کشور در زرکا در دانشگاه هاشمی (HU) تأسیس شد. در نهایت، در سال ۲۰۱۳ دانشگاه یرموک شروع به پذیرش دانشجویان در دانشکده پزشکی مستقل تازه تأسیس خود نمود. همه مدارس پزشکی، تا به امروز، در دانشگاه‌های دولتی تأسیس شده‌است و هیچ دانشکده پزشکی خصوصی در اردن وجود ندارد. فارغ التحصیلان از دانشکده‌های پزشکی اردن در حال حاضر نقش مهمی در توسعه سیستم بهداشت و درمان کشور بازی می‌کنند. علاوه بر این، سیستم آموزش پزشکی اردن یکی از مهم‌ترین و مورد توجه‌ترین سیستم‌های آموزشی در خاورمیانه می‌باشد و به همین دلیل بسیاری از دانشجویان منطقه در اردن تحصیل می‌کنند. کشور اردن توسط بانک جهانی از نظر مراقبت‌های بهداشتی ارائه شده رتبه اول در منطقه را داراست. همچنین این کشور بین پنج کشور برتر ارائه دهنده خدمات بهداشتی در جهان می‌باشد.

## آموزش پزشکی عمومی

### پذیرش دردانشکدهپزشکی
مانند بسیاری از کشورهای عربی، تنها معیار پذیرش در دانشکده‌های پزشکی اردن دستیابی به یک نمره رضایت بخش در آزمون کشوری توجیهی برای دانش آموزان دبیرستانی می‌باشد. این شکل از سیستم پذیرش توسط اکثریت جامعه، که آن را به عنوان یک احتمال برابر برای پذیرش در دانشگاه می‌بینند، قابل قبول است. پذیرش مدارس پزشکی بیشتر توسط دو سیستم متفاوت تنظیم می‌شود:
۱)کنکور عمومی (مورد استفاده در ۱۹۷۲)؛
۲)سیستم موازی (مورد استفاده از سال ۱۹۹۷).
دانش آموزان با بالاترین نمرات در امتحانات مدرسه از طریق سیستم کنکور عمومی پذیرش می‌شوند. درصد بسیار کم متقاضیان پذیرفته شده -تنها ۶٪- نشاندهنده سطح بالایی از رقابت برای ورود به دانشکده پزشکی است. پاداش دانشجویان پذیرفته شده از طریق کنکور عمومی، شهریه ارزان قیمت می‌باشد. در حال حاضر، ۵۲ درصد از پذیرش دانشجویان از این نوع است.

## تحصیلات تکمیلی پزشکی
تحصیلات تکمیلی پزشکی در اردن با هدف دستیابی به درجات تخصصی در همه تخصص‌های بالینی اصلی می‌باشد و سیستمی مشابه آنچه در اروپا و شمال آمریکا اس9تفاده می‌شود، دارد. کیفیت این مدرک به خوبی در منطقه و جهان به رسمیت شناخته شده‌است، که دارای یک اثر منفی متعاقب از نظر حفظ پزشکان آموزش دیده در اردن می‌باشد. در ابتدا، برنامه‌های آموزشی جزئی (فقط ۲–۳ سال) در سال ۱۹۶۸ در بخش خدمات پزشکی سلطنتی (سیستم مراقبت سلامت نظامی) و برخی از بیمارستان‌های وزارت بهداشت تشکیل شد. این اتفاق منجر به فرسستادن دانشجویان دستیاری تخصصی به خارج از کشور برای تکمیل آموزش خود و به دست آوردن درجه تخصص از کشورهای دیگر شد.